# Old School Love
„Old School Love” – to utwór amerykańskiego rapera Lupe Fiasco wraz z gościnnym udziałem brytyjskiego wokalisty Eda Sheerana. Wydany został 14 października 2013 roku przez wytwórnię płytową Atlantic Records jako singel promujący piąty album studyjny Fiasco, zatytułowanego Tetsuo & Youth. Twórcami tekstu utworu są Lupe Fiasco, Ed Sheeran oraz DJ Frank E, który zajął się także jego produkcją. Do singla nakręcono także teledysk, a jego reżyserią zajął się Coodie & Chike. „Old School Love” dotarł do 93. miejsca na liście przebojów w Stanach Zjednoczonych.

## Pozycje na listach przebojów
| Kraj              | Lista (2013-14)  | Pozycja | Status      | Sprzedaż |
| ----------------- | ---------------- | ------- | ----------- | -------- |
| Australia         | Top 50 Singles   | 23      | złota płyta | 35 000+  |
| Kanada            | Canadian Hot 100 | 100     | —           | —        |
| Nowa Zelandia     | Top 40 Singles   | 17      | —           | —        |
| Stany Zjednoczone | Hot 100          | 93      | —           | —        |